# Sachalinobia rugipennis
Sachalinobia rugipennis là một loài bọ cánh cứng trong họ Cerambycidae.